# Norský losí pes
Norský losí pes (norsky Norsk Elghund) je plemeno psa původem z Norska. Je to norský národní pes. Norští losí psi sloužili jako psi lovečtí, tažní i hlídací. Časem se rozšířilo jejich využití k lovu. Dožívá se 12 až 15 let.

## Historie
Toto plemeno pomáhalo lovcům tisíce let před Kristem a později pomáhalo vikingům při zámorních cestách. Lovili zvěr od králíků až po medvědy a losy. Jako plemeno byl uznán v roce 1935 ve Velké Británii. Teď je nejvíce rozšířen v Norsku.

## Povaha
Je to odvážný, odhodlaný a rozhodný pes, ale umí být i dobrým přítelem a je vhodný i k dětem.